# Wurgsteek
Een wurgsteek is een knoop waarmee een lijn aan een paal of iets dergelijks bevestigd kan worden. De knoop lijkt enigszins op de mastworp, maar kenmerkend voor deze knoop is dat hij zichzelf steeds verder vast trekt. De knoop is niet geschikt om te gebruiken wanneer men de lijn vervolgens weer eenvoudig los wil maken. Een andere knoop die hiervoor gebruikt kan worden is de constrictorknoop.
De knoop wordt met name door alpinisten gebruikt, om zeker te zijn dat een lijn niet los schiet. Door kracht op de lijn te zetten trekt de lijn zichzelf steeds vaster.

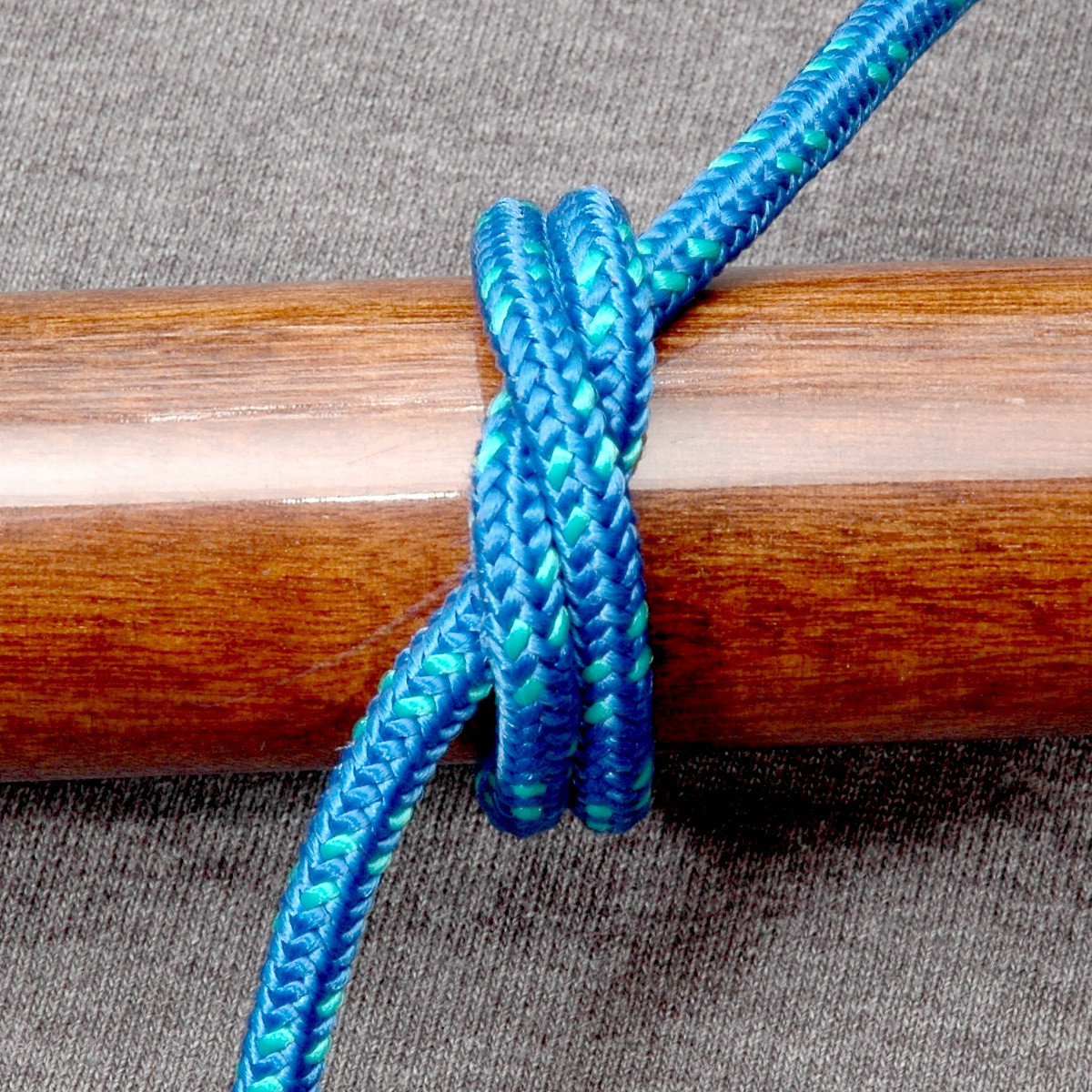
Foto van een touw in wurgsteek om een houten stok